# Cementiri de Santa Fe del Penedès
El cementiri de Santa Fe del Penedès és un cementiri municipal de Santa Fe del Penedès (Alt Penedès), situat a uns 250 m a l'est del nucli urbà.

## Descripció
Al baluard que envolta el cementiri destaca la porta d'entrada d'arc ogival, feta de maó vist i amb reixa de doble batent de ferro forjat, amb la data 1923 emmarcada en una creu grega, també metàl·lica, de puntes rodones. Al voltant de l'arc ogival sobresurten alguns maons de la part frontal. La part superior de l'arc està coronada per un escalat de maó vist, integrat al baluard del recinte del cementiri. A la part central superior d'aquest escalat de maó hi ha una creu grega de vuit puntes.

## Història
Aquest cementiri és el substitut de l'antic, que fins a l'any 1918 es trobava dins del nucli urbà de Santa Fe, a la zona de la sagrera de l'església de Santa Maria, més propera a la Plaça Major (avui Plaça de Catalunya). Entre 1918 i 1923 els difunts de Santa Fe van ser enterrats al cementiri del poble de La Granada, que s'havia construït feia poc temps als afores d'aquella població. Degut a una ordre del Govern Civil, segons la qual a totes les poblacions el cementiri havia d'estar ubicat als afores, per raons d'higiene, es començà a estudiar la situació del nou cementiri. El consistori, presidit en aquell moment per l'alcalde Josep Vallès, i amb el beneplàcit de mossèn Llorenç Garriga, escollí una zona situada a uns 250 metres a llevant del poble.
La idea de fer un cementiri nou a Santa Fe es remunta al 19 d'octubre de 1890 segons consta a les actes del ple de l'Ajuntament que es celebrà aquell dia. L'any 1918 l'Ajuntament acordà demanar al propietari Enric Puig la cessió d'uns terrenys per edificar el nou cementiri, però aquest es va negar. El desembre d'aquell mateix any, la propietària Feliciana Ferret va decidir donar a l'Ajuntament els terrenys per portar a terme les obres. Aquells terrenys es trobaven en uns camps a uns 250 metres a llevant del poble, on hi treballava el senyor Joan Muntaner de 'Ca la Marta'.
El projecte fou confiat a l'arquitecte Santiago Buell, i als seus plànols de 1920 hi consta una capella central, amb dues parcel·les per a nínxols al costat; dues fosses comuns de grans dimensions i una sala per autòpsies i dipòsit de cadàvers. Les obres del cementiri es van iniciar el dia 15 d'abril de 1923, seguint el projecte de Buell i sota les ordres del constructor Armengol Ferrando, de la Granada.
Així, 1923, es feu la benedicció del nou cementiri, i tothom que tenia difunts al cementiri antic va poder comprar un nínxol al cementiri nou per traslladar-hi les restes. El cementiri antic fou enderrocat.